# تاريخ سيليزيا

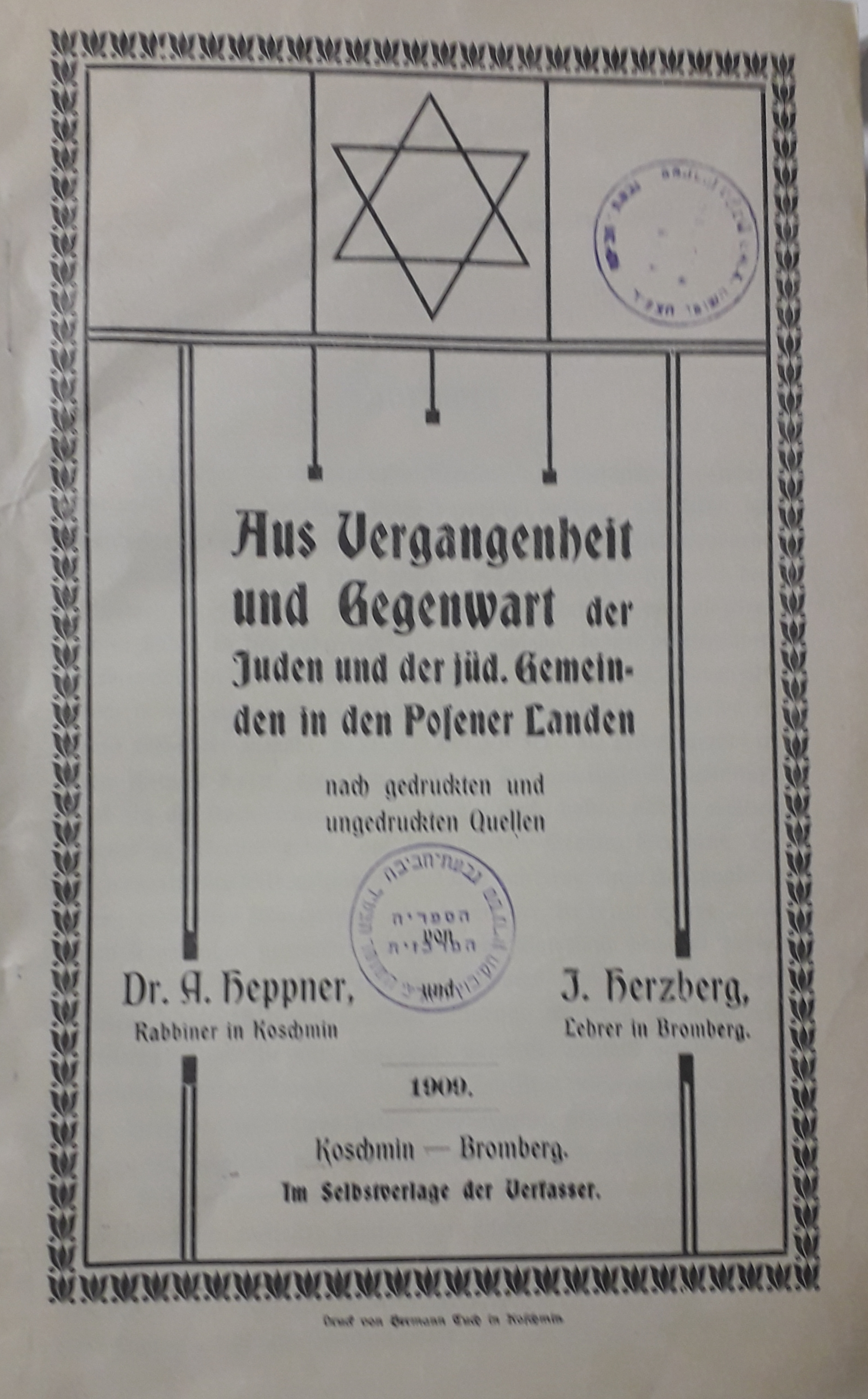
بحث الحاخام د. هيفنر عن الجاليات اليهودية في سيليزيا.

في النصف الثاني من الألفية الثانية قبل الميلاد (أواخر العصر البرونزي)، انتمت سيليزيا إلى الحضارة اللوساتية. في نحو العام 500 قبل الميلاد، وصل السكوثيون، ولاحقًا الكلتيون، إلى الجنوب والجنوب الغربي من سيليزيا. خلال القرن الأول قبل الميلاد، استوطن السيلنغيون والشعوب الجرمانية الشرقية الأخرى في سيليزيا. وصلت إلينا تقارير مكتوبة من تلك الفترة ألفها كُتاب قدماء تحدثوا عن تلك المنطقة. وصل السلاف إلى تلك الأراضي في نحو القرن السادس ميلادي. كانت مورافيا العظمى ودوقية بوهيميا إحدى أوائل الدول التي قامت في المنطقة. في القرن العاشر، ألحق ميشكو الأول سيليزيا بدولته البولندية التي كانت تُدعى سيفيتاس شينيزغه. بقيت سيليزيا جزءًا من بولندا حتى تجزئة المملكة. بعد ذلك، قُسمت سيليزيا بين دوقات آل بياست، أحفاد وواديسواف الثاني المنفي، الدوق الأسمى لبولندا.
في العصور الوسطى، قُسمت سيليزيا إلى عدة دوقيات حكمها دوقات من سلالة بياست البولندية. خلال تلك الفترة، تزايد التأثير الثقافي والإثني الألماني جراء هجرة الناطقين بالألمانية من مكوّنات الإمبراطورية الرومانية المقدسة، وتزامنًا مع نمو اقتصاد المنطقة، أُنشأت البلدات وفقًا لقانون البلدة الألماني.
بين عامي 1289 و1292، هيمن الملك البوهيمي فاكلاف الثاني على بعض دوقيات سيليزيا العليا. أصبحت سيليزيا لاحقًا إحدى ممتلكات التاج البوهيمي الخاضع للإمبراطورية الرومانية المقدسة في القرن الرابع عشر، ثم أصبحت –وبوهيميا أيضًا– خاضعة لملكية هابسبورغ في عام 1526 في عام 1476، ورثت مرغريفية براندنبورغ دوقية كروسنو، وبعدما استغنى الملك فرديناند الأول عنها وعن ملكيات بوهيميا عام 1538، أصبحت جزءًا متممًا لبراندنبورغ.
في عام 1742، استولى الملك البروسي فريدريش العظيم على معظم أجزاء سيليزيا إبان حرب الخلافة النمساوية، ثم أنشأ مقاطعة سيليزيا البروسية.
عقب الحرب العالمية الأولى، بقيت سيليزيا السفلية –الحاوية على أغلبية ألمانية في تلك الفترة– ضمن ألمانيا، بينما قُسمت سيليزيا العلوية بعد سلسلة من انتفاضات السكان البولنديين. ضُمّ قسم منها إلى الجمهورية البولندية الثانية، وأصبحت تُعرف باسم محافظة سيليزيا –محافظة مستقلة. قُسمت مقاطعة سيليزيا البروسية داخل ألمانيا إلى مقاطعات سيليزيا السفلى وسيليزيا العليا وسيليزيا النمساوية (عُرفت رسميًا باسم دوقية سيليزيا العليا والسفلى، وهي مطابقة اليوم لسيليزيا التشيكية)، أصبح الجزء الصغير من سيليزيا الذي احتفظت به النمسا عقب الحروب السيليزية جزءًا من تشيكوسلوفاكيا المؤسسة حديثًا. خلال الحرب العالمية الثانية، غزت ألمانيا النازية الأجزاء البولندية من سيليزيا العليا. خضع اليهود لمذبحة الهولوكوست، بينما شملت مخططات الألمان بخصوص البولنديين أمورًا مثل التطهير العرقي والإبادة البيولوجية.
في عام 1945، احتل الاتحاد السوفياتي كلتا المقاطعتين. وفقًا لمطالب اتفاقية بوتسدام، نُقلت ملكية معظم تلك الأراضي إلى جمهورية بولندا الشعبية لاحقًا. طردت الإدارة البولندية الجديدة معظم الألمان الذين لم يخلوا مناطقهم أو يهربوا، بينما استقر البولنديون الذين هُجروا من الحدود الشرقية البولندية سابقًا –تُدعى كريسي– في تلك المنطقة.

## ما قبل التاريخ
تعود الدلائل الأولى لوجود الإنسان في سيليزيا إلى 230 ألف سنة وحتى 100 ألف سنة. كانت المنطقة السيليزية الواقعة بين نهري فيستولا وأودر العلويين عرضة للتوغل البشري في الشمال الأقصى خلال فترة الذروة الجليدية الأخيرة. من المتوقع أن الإنسان الحديث وصل إلى سيليزيا منذ نحو 35 ألف سنة. استُوطنت سيليزيا من طرف البشر الذين ينتمون إلى الحضارات الزراعية المتغيرة في العصور الحجرية والبرونزية والحديدية. شملت حضارة أوروبا القديمة سيليزيا أيضًا. في العصر البرونزي المتأخر، كانت سيليزيا جزءًا من الحضارة اللوساتية (في السابق، اعتُبرت الحضارة اللوساتية إما حضارةً ما قبل جرمانية أو حضارة سلافية بدائية أو جزءًا من تراقيا أو إيليريا أو حضارة شعب الكاربياني). لاحقًا، لعب السكوثيون والكلتيون (تحديدًا قبائل بوي وغوتيني وأوسي) دورًا ضمن الأراضي السيليزية. هاجرت القبائل الجرمانية لاحقًا إلى سيليزيا من شمال ألمانيا أو اسكندنافيا على الأرجح.

### الكلتيون في سيليزيا (منذ القرن الرابع وحتى القرن الأول قبل الميلاد)
هاجز الكلتيون إلى أجزاء من سيليزيا عبر موجتين من الهجرة على الأقل. الموجة الأولى كانت للمستوطنين الكلتيين الذي جاؤوا إلى مناطقٍ في شمال جبال السوديت منذ بداية القرن الرابع قبل الميلاد. جسّد هؤلاء المهاجرون حضارة لاتين La Tène. عثر علماء الآثار على أدلة للوجود الكلتي تعود إلى تلك الفترة في مناطق الرواسب الطفالية جنوب مدينة فروتسواف اليوم، بين نهري بيستشيتسا (أودرا) وأوافا، وعثروا على أدلة أخرى في هضبة غوبتشيتسه، تشمل الكثير من العملات الكلتية. على الأرجح أن أكبر مستوطنة كلتية في سيليزيا هي تلك التي نُقّب عنها في موقع نوفا تسيريكفيا في سيليزيا العليا –والتي يماثل حجمها حجم مستوطنات بوي في نيمتشيتسه في مورافيا ومستوطنة ساندبرغ في النمسا السفلى. حصلت هجرات أخرى للكلتيين إلى مناطق من بولندا الحديثة تزامنًا مع غزو اليونان ومقدونيا بين عامي 279 و277 قبل الميلاد. في تلك الفترة، توسع الاستيطان الكلتي ليشمل بولندا الصغرى ومحافظة بودكارباتسكي حاليًا.
ازدهرت حضارة الكلت في سيليزيا خلال القرن الرابع والثالث ومعظم القرن الثاني قبل الميلاد، لكن الدلائل الأثرية تشير إلى تدهور سكاني حاد– إلى درجة خلوّ بعض مناطق المستوطنة من السكان بشكل كامل– بحلول نهاية القرن الثاني قبل الميلاد. تزامنت تلك التغيرات مع هجرة الكمبريين والتوتونيين جنوبًا نحو أراضٍ خاضعة للحكم الروماني، فعبر هؤلاء سيليزيا في طريقهم. في تلك الفترة، اختفت جميع الدلائل المتعلقة بالاستيطان في هضبة غوبتشيتسه، وظلت المنطقة غير مأهولة بالسكان على مر السنوات الـ 150 المقبلة. في أجزاء أخرى من الأراضي الكلتية ضمن سيليزيا، شهد تعداد السكان انخفاضًا حادًا، ولكن ليس انخفاضًا كليًا مثلما حدث في منطقة غوبتشيتسه. استمر سكّ العملات الكلتية في بعض المستوطنات حتى نهاية القرن الأول قبل الميلاد. لكن منذ القرن الأول ميلادي وما بعد، اختفت جميع أدلة الحضارة الكلتية المادية من سيليزيا.
حلّت حضارة برزيورسك محلّ حضارة لاتين في سيليزيا.

## التاريخ القديم
جاءت المصادر المكتوبة الأولى عن سيليزيا من بطليموس (جرمانية العظمى) وتاسيتس الروماني (جرمانية). وفقًا لتاسيتس، استُوطنت سيليزيا في القرن الأول ميلادي من طرف اتحاد متعدد الإثنيات سيطر عليه اللوغيون. كان السيلنغيون جزءًا من ذلك الاتحاد، وعلى الأرجح أنهم كانوا من قبيلة الوندال (شعب جرماني) عاشوا جنوب بحر البلطيق في المناطق المحيطة بأنهار إلبه وأودر وفيستولا. استوطنت قبائل جرمانية شرقية أخرى تلك المنطقة.
عقب العام 500 بعد الميلاد، حثّت فترة الهجرات قسمًا كبيرًا من القبائل الجرمانية الشرقية على الاستمرار بالهجرة وترك سيليزيا والتوجه نحو أوروبا الجنوبية، بينما بدأت القبائل السلافية بالبروز وانتشرت في الأراضي السيليزية.

## القبائل السلافية في العصور الوسطى المبكرة
تشير المصادر المتعلقة بسيليزيا في القرنين التاسع والعاشر –مثل الجغرافي البافاري (نحو العام 845 بعد الميلاد) أو وقائع ديتمار– إلى استيطان مجموعة من قبائل لهيتشي للمنطقة التي عُرفت لاحقًا باسم سيليزيا.